# Eugènia Serra i Aranda
Eugènia Serra Aranda (Barcelona, 3 d'octubre de 1959) és una bibliotecària i documentalista catalana. És la directora de la Biblioteca de Catalunya des de l'any 2012.

## Biografia
Diplomada en Biblioteconomia i Documentació per la Universitat de Barcelona i Llicenciada en Documentació per la Universitat Oberta de Catalunya, Eugènia Serra ha estat des de l'any 2002 i fins al 2012 Responsable de Coordinació General de la Biblioteca de Catalunya, on va començar a treballar com a subalterna l'any 1983. Entre el 1995 i el 2002 va exercir com a cap de l'Àrea de Tecnologia de la Informació de la Biblioteca de Catalunya. Anteriorment, entre 1989 i 1995 havia estat cap del Servei d'Accés i obtenció de documents; prèviament, des del 1983, havia desenvolupat altres tasques a la mateixa biblioteca.
Presidenta del Col·legi Oficial de Bibliotecaris-Documentalistes de Catalunya entre els anys 2003 i 2006, ha exercit com a docent, tant en l'àmbit universitari com en el professional. En l'àmbit universitari ha treballat com a professora associada a la Universitat de Barcelona impartint les matèries Mètodes i Tècniques de planificació, Fonts d'informació en ciències socials i Serveis d'informació en la Facultat de Biblioteconomia i Documentació (UB). En l'àmbit professional ha centrat la seva tasca docent en la relació entre biblioteconomia i tecnologia.

## Publicacions
Serra és també autora de diversos articles sobre biblioteconomia i documentació, especialment en revistes professionals, i ha pronunciat nombroses conferències en seminaris especialitzats.
- Lamarca, Dolors; Serra Aranda, Eugènia «Deu pinzellades de la història recent de la Biblioteca de Catalunya (1993-2007)». Item. Revista de biblioteconomia i documentació, Núm. 46, 2007, pàg. 35-51.
- Serra, Eugènia «Digitalització? Parlem-ne?». Bid: textos universitaris de biblioteconomia i documentació, núm. 24, 2010.
- Serra, Eugènia; Pérez, Karibel; Llueca, Ciro «La Biblioteca de Catalunya i l'accés al patrimoni digital». Métodos de información (MEI), 2011.
- Serra, Eugènia «La Biblioteca de Catalunya, 100 anys oberta al públic». Sonograma, Núm. 22, 2014.
- Serra, Eugènia. "Heritage collections at the net: the contribution of the Biblioteca de Catalunya". A: Humanitats a la xarxa: mon medieval = Humanities on the web: the medieval world. Bern: Peter Lang, cop. 2014. Pàg. 285.
- Serra, Eugènia «La colaboración abierta en las instituciones de la memoria». Xornada O patrimonio compartido? Colaboración aberta e institucións da memoria, 2017.